# Madrasa Barak Khan
La Madrasa Barak Khan è una madrasa che fa parte del Complesso Hazrati Imam a Tashkent in Uzbekistan.

## Storia
È stata eretta nel XVI secolo dall'allora governatore di Tashkent Nauruz Ahmad Khan un nipote di Mirzo Ulugbek. Il nome "Barak-Khan" significa sovrano fortunato ed era il soprannome del governatore perché la sua reggenza era considerata fortunata. L'edificio venne completato nel 1532. La madrasa venne danneggiata dal terremoto del 1868 e poi restaurata. Dal 2007 ospita gli uffici dell'Amministrazione Spirituale dei Musulmani dell'Asia Centrale.

## La madrasa
Fanno parte dell'edificio dei mausolei già preesistenti prima dell'edificazione di cui uno è dedicato a Suyundzh-Khan. La cupola è di un bel colore blu e al suo interno vi sono una serie di decori con figure ottagonali.